# Craig Dolby

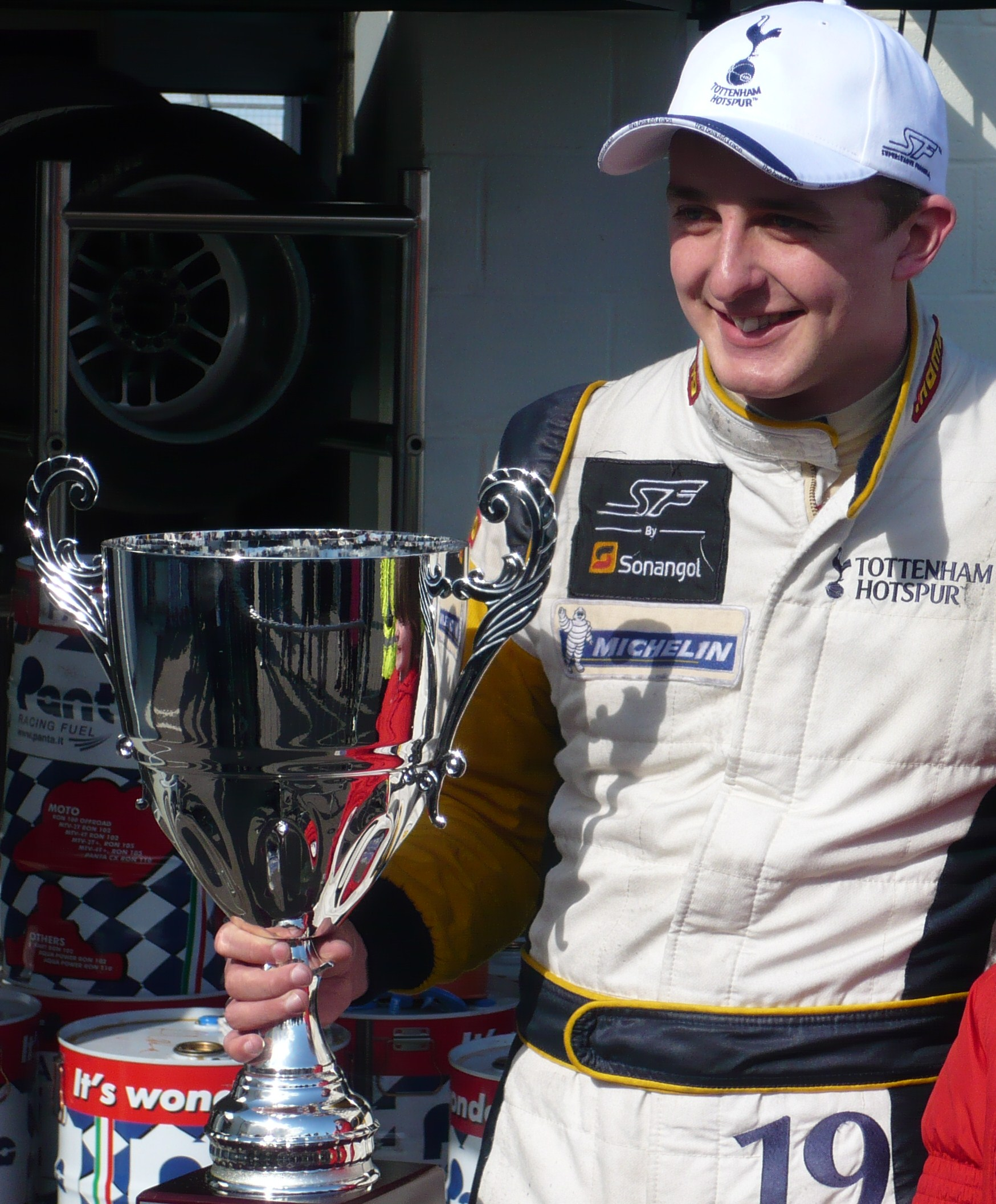
Craig Dolby con su trofeo de ganador, en la ronda de Silverstone 2010 de la Superleague Formula.

Craig Dolby (nacido el 31 de marzo de 1988 en Leicestershire, Inglaterra), es un piloto inglés de automovilismo. Ha corrido en la Fórmula Renault la mayor parte de su vida, ganando la Fórmula Renault 1.6 belga en 2006.
Desde 2008 corre en la Superleague Formula. En ese año corrió con el R.S.C. Anderlecht y en 2009 con el Tottenham Hotspur, quedando segundo en la clasificación general. Repite el mismo resultado con el mismo club, esta vez, a 2 puntos del campeonato. En 2011 termina 6º en la Superleague Fórmula a pesar de haber sido el piloto que más carreras ganó (2 concretamente).

## Resultados

### Superleague Fórmula
| Año  | Equipo                                     | 1       | 2       | 3     | 4     | 5     | 6       | 7      | 8      | 9     | 10    | 11    | 12    | Pos. | Puntos |
| 2008 | R.S.C. Anderlecht Team Astromega           | GBR Ret | GBR Ret | ALE 2 | ALE 2 | BEL 2 | BEL Ret | POR 14 | POR 9  | ITA 7 | ITA 6 | ESP 4 | ESP 8 | 6.º  | 303    |
| 2009 | Tottenham Hotspur F.C. Alan Docking Racing | FRA 3   | FRA 10  | BEL 1 | BEL 9 | GBR 5 | GBR 4   | POR 8  | POR 18 | ITA 5 | ITA 2 | ESP 4 | ESP 2 | 2.º  | 382    |

#### Resultados Super Final
| Año  | Equipo                                     | 1       | 2       | 3     | 4       | 5       | 6     |
| ---- | ------------------------------------------ | ------- | ------- | ----- | ------- | ------- | ----- |
| 2009 | Tottenham Hotspur F.C. Alan Docking Racing | FRA DNS | BEL N/A | GBR 2 | POR DNQ | ITA N/A | SPA 6 |

### Campeonato Mundial de Resistencia de la FIA
(Clave) (negrita indica pole position) (cursiva indica vuelta rápida)

| Año  | Escudería | Clase | Automóvil       | 1   | 2   | 3   | 4   | 5   | 6   | 7   | 8   | Pos. | Puntos | Ref.  |
| ---- | --------- | ----- | --------------- | --- | --- | --- | --- | --- | --- | --- | --- | ---- | ------ | ----- |
| 2013 | Delta-ADR | LMP2  | Oreca 03-Nissan | SIL | SPA | LMS | SÃO | COA | FUJ | SHA | BHR | 17.º | 20     | [ 1 ] |
| 2013 | Delta-ADR | LMP2  | Oreca 03-Nissan |     |     |     |     |     |     | 4   | 6   | 17.º | 20     | [ 1 ] |